# Serra
Serra es un municipio de la Comunidad Valenciana, España. Perteneciente a la provincia de Valencia, en la comarca del Campo de Turia en pleno parque natural de la Sierra Calderona. Su población es de 3725 habitantes (INE 2024).
Se accede a esta localidad desde la A-7 tomando luego la CV-305 y después la CV-310.

## Geografía
Situado en la vertiente meridional de la Sierra Calderona el pueblo cuenta con calles tortuosas y empinadas. El relieve se muestra muy accidentado en toda su mitad septentrional, dominio de la Sierra Calderona, caracterizada por el gran número de fallas alineadas bien en la misma dirección ibérica del anticlinal bien en sentido transversal.
Destacan los picos de Rebalsadors y l’Alt del Pi. En el extremo NO, lindando con Gátova y Segorbe se pasa de los 800 m., mientras que en el extremo opuesto, a la altura del barranco de Portaceli, no se superan los 190 m.
El clima es de tipo clima mediterráneo, con lluvias anuales que oscilan entre los 450 mm y los 500 mm anual, con dos máximas en los meses de mayo y octubre. En el monte crece una vegetación de pinos y romeros.
Se comunica por carretera con la capital provincial (Valencia) bien por Bétera, bien por Masamagrell.

### Localidades limítrofes
El término municipal de Serra limita con las siguientes localidades:
Gátova, Olocau, Puebla de Vallbona, Bétera, Náquera, Torres Torres, Estivella, y Segart todas ellas en la provincia de Valencia y Segorbe en la provincia de Castellón.

## Historia

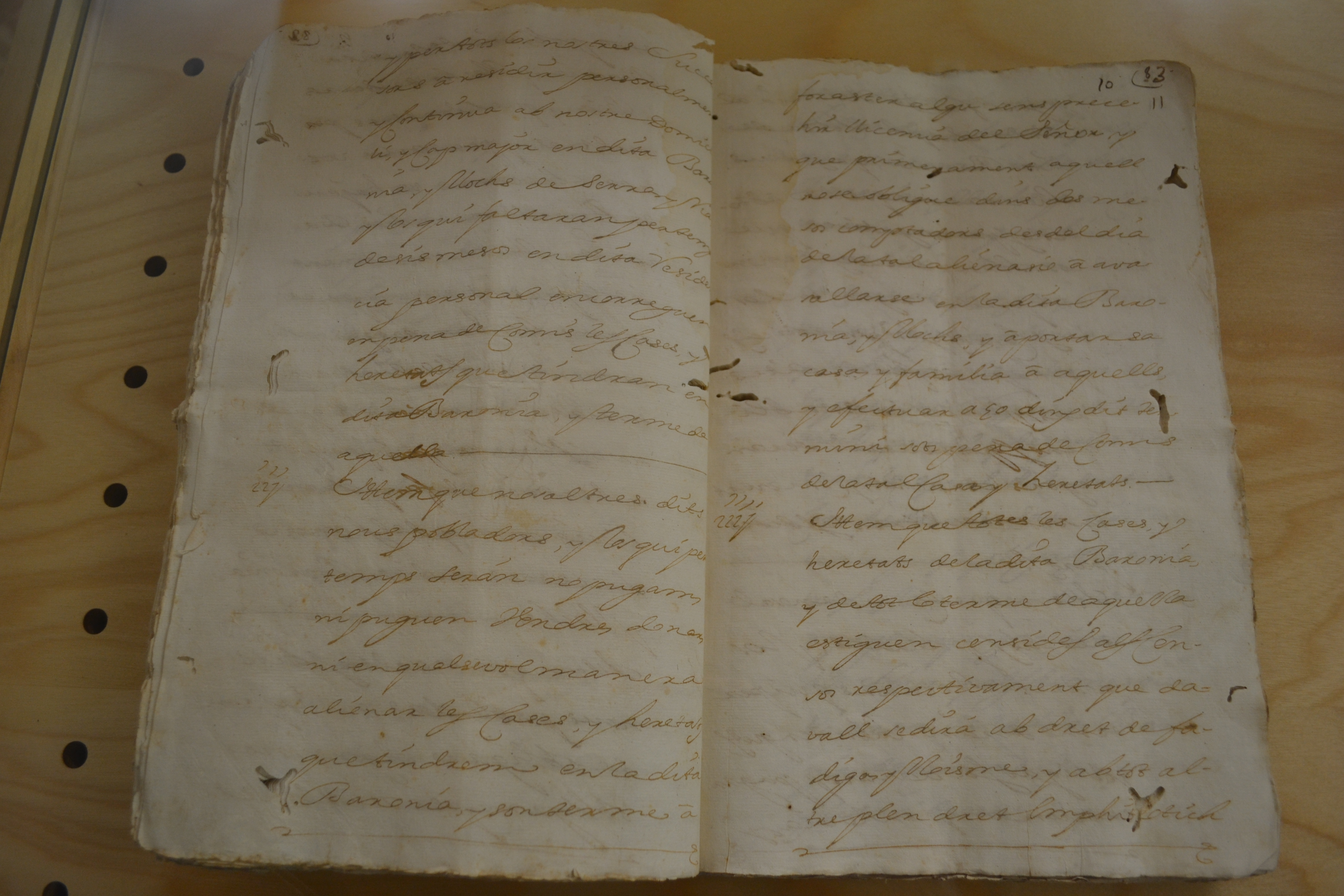
Carta Puebla de Serra y Ría, 1609

Existen varios yacimientos arqueológicos de entre los que destacan: "Salt del Riu" (Poblado de la Edad del Bronce), "Les Eretes del Riu" (Restos de poblado Ibérico), "La Cova Soterranya". Como yacimientos eneolíticos se encuentran: "Puntal del Sapo", "La Torreta" y "Torre Umbría".
Tiene su origen histórico en un importante castillo árabe actualmente en ruinas, aunque de la época ibérica y romana hay constancia de restos arqueológicos, principalmente cerámica. El rey Jaime I lo conquistó y cedió su jurisdicción a Berenguer Burguet 1238, más tarde a Galter de Roma 1240 y finalmente a la familia Bellpuig, que lo poseyó durante el siglo XIV, pasando luego a los Condes de Prades (siglo XV), convertidos luego en Condes y Duques de Cardona. En la segunda mitad del siglo XVI pasó a una rama de los Folch de Cardona, luego integrados en los Duques de Montellano, que poseyeron el lugar hasta la abolición señorial, ya a mediados del siglo XIX. 
Fue lugar de moriscos (80 casas en 1609), perteneciente a la hijuela (fillola) de Segorbe. Tras la expulsión fue repoblado el mismo año, mediante carta de población de 26 de noviembre, otorgada por don Josep Folch de Cardona, viendo así reducida su población a una cuarta parte. En 1794 tenía ya 720 habitantes. La población se duplicó durante el siglo XIX. En el año 1900 contaba con 1371 habitantes.

## Demografía
Serra cuenta con una población de 3725 habitantes (INE 2024).
| Gráfica de evolución demográfica de Serra entre 1842 y 2021                                                         |
| |
| Población de derecho según los censos de población del INE Población de hecho según los censos de población del INE |

## Economía
Su economía descansa fundamentalmente en la agricultura. El cultivo más extendido, aunque no el más rentable, es el del algarrobo; hay también olivos y viñedos. Actualmente en el sector agrícola predomina el cultivo de la cereza. La ganadería reviste únicamente cierta importancia en el sector lanar. Existen algunas empresas importantes dentro del sector de la construcción. También cabe destacar la presencia de empresas especializadas en la carpintería mecánica.
Pero sin duda, el sector económico más importante, por el cual el turismo sigue en auge, es la restauración. Existen varios bares y restaurantes dentro y fuera del núcleo urbano. Cabe destacar el importante casa Granero, donde se celebra todos los años (en el mes de febrero) la tradicional matanza del cerdo. Aunque este es el restaurante con más fama, existen también otros muchos donde se puede disfrutar de excelente comida: Rest. San Antonio, Descanso, Pizzería les Moreres, Rte. El oronet, El Chaparral...
Serra ha sido y continúa siendo un importante núcleo de turismo interior. Lugar de veraneo de los residentes en la capital, dada su cercanía y los atractivos naturales con que cuenta, desempeña la función de zona residencial. Aunque esta tendencia va cambiando. Dado la facilidad de transporte cada vez son más las familias que deciden trasladar su domicilio habitual a Serra.
Serra destaca desde el año 2011 por ser un municipio pionero en el aprovechamiento energético sostenible de su biomasa, el Ayuntamiento de Serra dirige un proyecto de gestión integral del residuo verde procedente de labores jardinería, trabajos agrícolas y protección del patrimonio forestal que le ha llevado a un ahorro global, en gestión de residuos y en facturación energética, de más de 100 000 €, ha protegido de incendios forestales 500 has de su territorio, ha ahorrado 80 000 kg de emisiones de CO2 a la atmósfera y proyecta crear 15 empleos ligados a este proyecto.
El proyecto ha tenido reconocimiento a nivel nacional e internacional y sigue adelante con la comercialización del combustible generado y la protección del parque natural de la Sierra Calderona.

## Administración y política
| Periodo   | Nombre                                                                    | Partido       |
| --------- | ------------------------------------------------------------------------- | ------------- |
| 1979-1983 | Sitxo Català Martínez                                                     | Independiente |
| 1983-1987 | Juan Navarro Navarro                                                      | AP            |
| 1987-1991 | Francisco Ros Cabo                                                        | PSPV-PSOE     |
| 1991-1995 | Francisco Ros Cabo                                                        | PSPV-PSOE     |
| 1995-1999 | Vicente José Ros Cabo                                                     | PP            |
| 1999-2003 | Javier Navarro Navarro                                                    | PP            |
| 2003-2007 | Javier Arnal Gimeno                                                       | PSPV-PSOE     |
| 2007-2011 | Javier Arnal Gimeno                                                       | PSPV-PSOE     |
| 2011-2015 | Javier Arnal Gimeno                                                       | PSPV-PSOE     |
| 2015-2019 | Javier Arnal Gimeno (2015-2017) Dimisión Alicia Tusón Sánchez (2017-2019) | PSPV-PSOE     |
| 2019-2023 | Alicia Tusón Sánchez                                                      | PSPV-PSOE     |
| 2023-act. | Alicia Tusón Sánchez                                                      | PSPV-PSOE     |

## Patrimonio
Cartuja de Portaceli
(siglo XIII). Fundada el 5 de septiembre de 1272 por el obispo Albalat en tierras de la «vall de Lullén». Era la tercera de la orden de San Bruno que se fundaba en la península y con el tiempo una de las más importantes, pues por ella pasaron reyes, papas, cardenales, militares. Bonifacio Ferrer fue prior de la cartuja y llegó a ser superior de la orden. Con la desamortización de Mendizábal, fue exclaustrada y subastada pasando a manos de algunas familias de la aristocracia Valenciana como los Escrivá de Romaní o la familia Reig, como casa de recreo. Durante la Guerra Civil, una vez trasladado el gobierno a Valencia, fue ocupada por el Presidente de la República Manuel Azaña ya que el clima de la sierra le resultaba más agradable. Allí escribió entre otras obras los Cuaderno de la Pobleta (1937). Después de ser destinada a diferentes usos la Diputación Provincial la compró en 1943 y regresaron a ella los monjes cartujos. La iglesia es de estilo neoclásico, aunque su origen fue gótico. El conjunto arquitectónico contiene, además de cuatro claustros, un acueducto (hoy en desuso) que traía agua de la «Fuente de la Mina».
Castillo
Actualmente en ruinas. Está emplazado sobre un empinado cero que defiende al ascenso hacia la Sierra Calderona. Fue lugar de parada y refugio de parte de las huestes de El Cid Campeador en la toma de la ciudad de Valencia.
Torre de la Ermita
Dentro del casco urbano conserva una torre de estilo musulmán.
Torre de Ría
Torre de Satareña
Torre del Señor de la Villa

Iglesia de Nuestra Señora de los Ángeles

## Parajes naturales
- Sierra Calderona con diversas fuentes entre las que se encuentran: la de l'Ombria, del Berro y del Llentiscle.
- Mirador dels Rebalsadors.

Tres terrazas sobre la montaña más alta de Serra ofrecen unas vistas de la sierra Calderona. Al fondo, el golfo de València, la albufera y las comarcas de l’Horta y Camp de Túria.
- L'alt del pi
- Punto geodésico de Rebalsadors
- La Creu del Cierro
- Ventisquer dels rebalsadors (pozo utilizado antaño por los cartujos para el comercio de la nieve)

## Fiestas patronales
Las fiestas patronales son el da 1 de agosto, en honor a San José, y el día 2, la patrona, la Virgen de los Ángeles. Días antes se celebra la presentación de la Reina de les fiestas.
Cabe destacar las diferentes fiestas que se celebran a lo largo del mes de agosto, como son:
- Moros y cristianos.
- San Roque: una de las fiestas con más carisma y simpatía de la comarca. En ella se celebra la bajada del santo desde la ermita hasta las casas de los clavarios mayores acompañado de fuegos artificiales. Se celebra el día 15 por la noche y el día 16, de agosto.
- Peña taurina: semana dedicada a los festejos taurinos, con varios días de festejos alternativos.

## Fiestas locales
- San Blas: el 3 de febrero se celebra San Blas. Se hace una misa y una procesión en honor al Santo y se obsequia con bollos artesanos a los asistentes. Los niños también pueden disfrutar de esta fiesta ya que se organizan una gran cantidad de actividades infantiles (tarde infantil, cabalgata, cenas, etc.)
- La fiesta de la cereza: se celebra en el mes de junio. La reina de las fiestas y su corte reparten cestas de cerezas a los visitantes para que puedan degustar esta fruta característica del municipio. Además ese fin de semana tiene lugar un mercado medieval.